# ایشتوان کوزما (کشتی‌گیر)
ایشتوان کوزما (انگلیسی: István Kozma؛ ۲۷ نوامبر ۱۹۳۹ – ۹ آوریل ۱۹۷۰) کشتی‌گیر فرنگی اهل مجارستان بود.
وی در مسابقات کشوری و بین‌المللی در مجموع برندهٔ ۶ مدال طلا، ۳ مدال نقره، ۱ مدال برنز شده‌است.